# كوبري البدالة العلوي
كوبري البدالة العلوي، هو جسر علوي شرق مدينة دسوق بمحافظة كفر الشيخ بمصرعلى الطريق الدائري الذي يربط شمال المدينة بجنوبها، يمر فوق ترعة البدالة، لذلك سمي بهذا الاسم.